# Kanton Belgodère
Belgodère is een voormalig kanton van het Franse departement Haute-Corse. Het kanton maakte deel uit van het arrondissement Calvi. Het werd opgeheven bij decreet van 13  februari 2014 met uitwerking op 22 maart 2015.

## Gemeenten
Het kanton Belgodère omvatte de volgende gemeenten:
- Algajola
- Aregno
- Avapessa
- Belgodère (hoofdplaats)
- Cateri
- Costa
- Feliceto
- Lavatoggio
- Mausoléo
- Muro
- Nessa
- Novella
- Occhiatana
- Olmi-Cappella
- Palasca
- Pioggiola
- Speloncato
- Vallica
- Ville-di-Paraso